# Hemma hos Fran
Hemma hos Fran  (Living with Fran) är en amerikansk komediserie med Fran Drescher. Serien började sändas i USA år 2005 men började sändas i Sverige ett år senare, 2006. Fran Drescher, som har huvudrollen i serien är känd sen tidigare från komediserien The Nanny. 

## Handling
Serien handlar om medelåldersmamman Fran Reeves. Efter ett misslyckat äktenskap har hon hittat kärleken igen, i den flera år yngre Riley Martin. Tillsammans med dem bor Frans tonårsdotter, Allison Reeves. Fran har också en son, Josh Reeves. Efter att han hoppat av läkarstudierna flyttar han hem igen, då får han veta om Riley. Josh har svårt att acceptera Riley i början, men de lär sig så småningom att acceptera varandra. 

## Karaktärer
- Fran Reeves (Fran Drescher)
- Riley Martin (Ryan McPartlin)
- Josh Reeves (Ben Feldman)
- Allison Reeves (Misti Traya)